# Nathaël Julan
Nathaël Julan (Montivilliers, 19 luglio 1996 – Pordic, 3 gennaio 2020) è stato un calciatore francese, di ruolo attaccante.

## Carriera
Cresciuto nelle giovanili del Le Havre, ha esordito in prima squadra il 2 ottobre 2015 in occasione della gara di campionato pareggiata 0-0 contro il Niort. Il 31 gennaio 2018 si è trasferito al Guingamp dove ha militato, fatto salva la stagione 2018-2019 trascorsa in prestito al Valenciennes, fino all'improvvisa morte avvenuta il 3 gennaio 2020 a seguito di un incidente stradale.